# Mikroalger
Mikroalger, planktonalger eller mikrofytter er mikroskopiske encellede alger, der er i stand til at udføre fotosyntese. Tilsammen med cyanobakterier kaldes mikroalgerne fytoplankton eller planteplankton. Mikroalger findes i både ferskvands- og saltvandssystemer, hvor de lever i både vandsøjlen og sedimentet. Det er encellede arter, der træffes individuelt eller i kæder eller grupper. Mikroalgers arters størrelse varierer fra et par mikrometer (μm) til et par hundrede mikrometer. Mikroalger har ikke rødder, stængler eller blade i modsætning til højere planter. De er specielt tilpasset et miljø domineret af viskøse kræfter.
Mikroalger er vigtige for livet på jorden. De producerer cirka halvdelen af den atmosfæriske ilt og omsætter en stor del af drivhusgassen CO2. Mikroalger, sammen med bakterier, danner en vigtig del af fødekæden og giver dermed energi til højerestående liv. Mikroalge-biomasse estimeres med chlorophyll A-koncentrationen som udtryk for bio-produktionen.

## Systematik
Biodiversiteten af mikroalger er enorm. Det er blevet estimeret, at omkring 200.000-800.000 arter i mange forskellige slægter findes, hvoraf ca. 50.000 arter er beskrevet.

## Den aktuelle interesse
Udover at tilvejebringe værdifulde metabolitter (se nedenfor) betragtes mikroalger som et potentielt råmateriale for biobrændstoffer  og nye fødevarer. Der er specielt i Danmark stor interesse i mikroalger som en del af fremtidens fødemidler.

### Metabolitter
Over 15.000 nye kemiske forbindelser, der stammer fra algebiomasse, er blevet kemisk bestemt. Eksempler herpå inkluderer carotenoider, fedtsyrer, enzymer, polymerer, peptider, toksiner og steroler.
En vigtig kilde til omega-3-fedtsyre er netop mikroalger.
Havdyr (fx krill og fisk) producerer ikke omega-3-fedtsyre selv, men får langt det meste omega-3-fedtsyre direkte ved at spise mikroalger - eller indirekte ved at spise organismer (fx vandlopper og gællefødder) som har spist mikroalger. Så kun vildtfangede havdyr har større mængder omega-3-fedtsyre i sig.